# هند كامل
هند كامل (21 آب / أغسطس 1961 -)، ممثلة عراقية. ولدت في بغداد، وهي متزوجة من المخرج «فيصل الياسري» وابنة الممثلة فوزية الشندي وأخت الممثلة هديل كامل، تخرجت من «المعهد العالي للفنون» ببغداد، عملت في العديد من الأفلام والمسلسلات.

## السيرة الشخصية
اهتمام مبكر بالفنون نتيجة لبيئة عائلتها، فوالدها أستاذ جامعي (كامل شندي) ومصور فوتغرافي محترف، ووالدتها ممثلة معروفة (فوزية الشندي) التي كانت تصطحبها معها وهي طفلة صغيرة إلى بروفات المسرح أو استوديوهات التلفزيون، في منزلهم كانت تحيط بها الكتب واللوحات الفنية، وكان جميع من في البيت يقرأ، فتعلمت منذ الصغر أن تكون لها مكتبتها الخاصة في غرفتها الصغيرة في الدور الثاني في منزلهم بحي الجامعة ببغداد. في الابتدائية والثانوية كانت مشاركة فعالة في الانشطة الثقافية والفنية المدرسية، فتلقي الشعر، وتغني، وتمثل، وأيضا ترسم وكانت تميل إلى رسم الكاركاتير.
عززت اهتمامها بالفنون بقاعدة علمية اكاديمية بالالتحاق بكلية الفنون الجميلة / جامعة بغداد، ونالت البكالوريوس 1983 في الدراسات المرئية السمعية كمخرجة.
- التمثيل هي المهنة الأساسية للفنانة هند كامل، وقد نشطت فيه وهي ما زالت طالبة في كلية الفنون الجميلة، فعرفتها استوديوهات التلفزيون والإذاعة ووقفت على خشبة المسرح وكانت ما زالت طالبة جامعية عندما حازت جائزة أحسن ممثلة في مهرجان تلفزيون الخليج في الكويت عام 1982 عن دورها في بطولة السهرة التلفزيونية «رائحة القهوة»

وبعد التخرج ونيل شهادة البكالوريوس كان من البديهي بروزها كممثلة أولى في التلفزيون والسينما والإذاعة وهي لم تبلغ العشرين أو تكدِ... كما استهوتها الفعاليات المجاورة لمهنة التمثيل ومقترباتها وخاصة ما يتعلق بالإخراج والإنتاج، ومن ذلك على سبيل الذكر لا الحصر: شريك في تأسيس شركة سومر للفنون السمع بصرية 1988 مع مجموعة من الفنانين أبرزهم: فيصل الياسري، ياسين البكري، يوسف العاني، خليل شوقي، سامي قفطان، وهي أول شركة مساهمة خاصة للإنتاج الفني في العراق
- عضو مجلس إدارة شركة سومر للفنون السمع بصرية (1988- 1997)
- (1989) التخطيط والتنفيذ لأول معرض موسع لتاريخ السينما في العراق (بداية العروض وتطور مراحل الإنتاج)
- مخرجة ومنتجة لدوبلاج مسلسلات وثائقية لصالح قناة الجزيرة (1996-1998)
- مؤسس مشارك لمركز الديار للإنتاج الفني المجاز من قبل وزارة الثقافة والإعلام مع المخرج والمنتج فيصل الياسري وكانت نائب المدير العام (منذ 1996 (
- منسقة التخطيط والإنتاج في مركز الديار للإنتاج الفني.
- منتجة تنفيذية لعدد من المسلسلات الدرامية والتربوية والإسلامية في بغداد لصالح راديو وتلفزيون العرب ART (1996-2000)
- نائب الرئيس التنفيذي المخرج فيصل الياسري لقناة الديار الفضائية في العراق منذ تأسيسها عام 2004 وحتى 2012
- مديرة المكتب الإقليمي لقناة الديار الفضائية في الأردن (2006- 2011)
- مؤسسة مشاركة مع المنتج فيصل الياسري بـنسبة 40% في مركز العروبة للإنتاج الفني المجاز رسميا من قبل وزارة التجارة ورئيسة التخطيط والبرمجة
- مشاركة مع المخرج فيصل الياسري في تأسيس واطلاق قناة حكواتي الفضائية (2017) ونائب الرئيس التنفيذي فيها

## السيرة الفنية

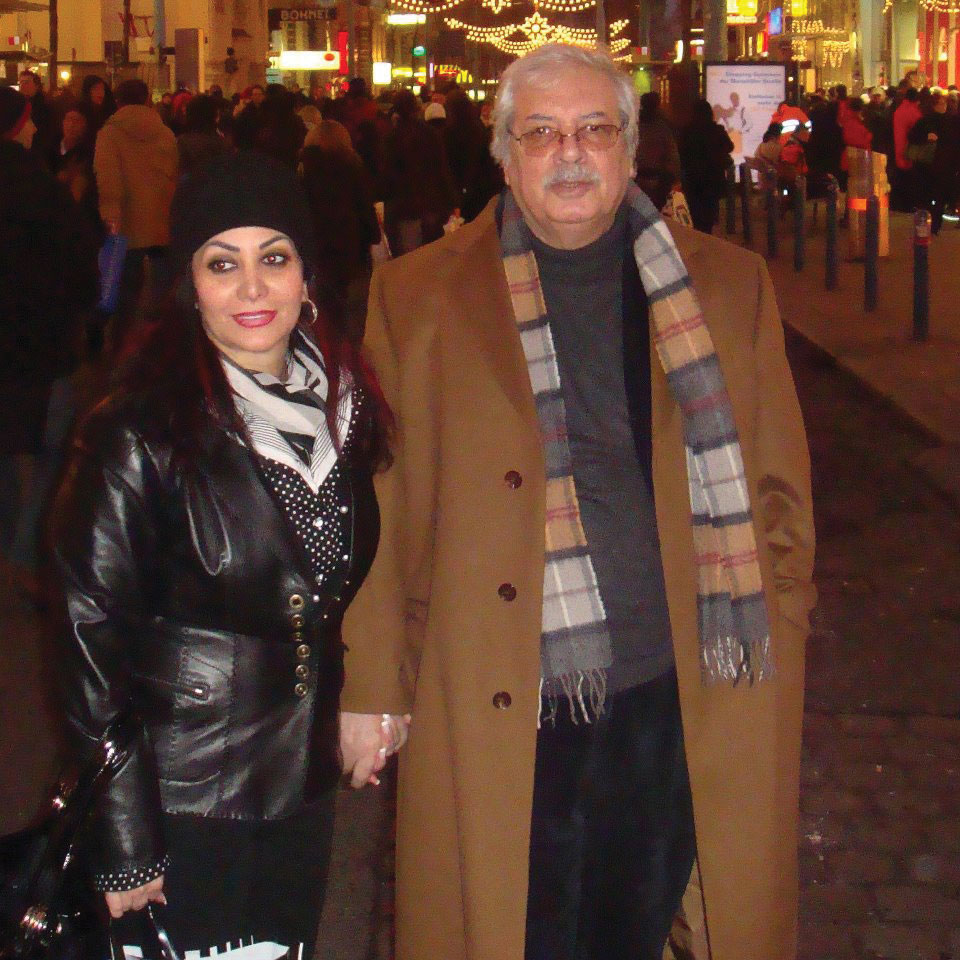
هند كامل و زوجها فيصل الياسري

نشاطها تركز على التمثيل، فمثّلت وهي طالبة العديد من الأدوار التلفزيونية، وكان أول نجاح مرموق لها بطولة تمثيلة (رائحة القهوة) مع قاسم الملاك، من تأليف يوسف العاني وإخراج عماد عبد الهادي، وقد نال العمل عليها الجائزة الأولى في مهرجان الخليج التلفزيوني عام 1981 في الكويت!
ابتدئت ممثلة إذاعية في عمر الخامسة عشر أو أقل برفقة والدتها الممثلة المعروفة (فوزية الشندي) وكان ذلك في أواخر السبعينات،
(ممثلة صوت) حيث قامت بدبلجة العديد والشهير من المسلسلات الكرتونية لحساب مؤسسات فنية كبرى. في تلك الفترة، وهي ما زالت طالبة بالجامعة، استطاعت أن تبرز كممثلة تلفزيونية وإذاعية وسينمائية، وفي السينما كانت لها بطولة الفيلم التلفزيوني «حيث لا يقف القطار طويلا» (1981) تأليف إسماعيل فهد إسماعيل وإخراج كارلو هارتيون. وفيلم «الحدود الملتهبة» (1984) إخراج صاحب حداد، فمثّلت في العديد من المسلسلات التلفزيونية العراقية المتميزة، منها (النسر وعيون المدينة / أيام ضائعة / الفرج بعد الشدة..إلخ).
في عام 1984 استدعتها مؤسسة الإنتاج البرامجي المشترك لدول الخليج العربي لتقف أمام الفنان الكبير صلاح ذو الفقار مع نخبة من الممثلين العرب في مسلسل «المرايا» الذي تم تصويره في استوديوهات تلفزيون قطر وتلفزيون أبو ظبي، وجسّدت فيه أكثر من عشرين شخصية عصرية وتاريخية، إذ أن طبيعة المسلسل كانت مركبة بين المعاصر والتاريخي، من إخراج (فيصل الياسري)و هيثم حقي. عندما استقر بها المقام وذلك عند زواجها من المخرج العراقي (فيصل الياسري) في الكويت (1984- 1990) لعبت أدواراً مهمة في المسلسلات الخليجية الكويتية والإماراتية والسعودية، وقد تركت بصمة واضحة كممثلة كوميدية في مسلسل (زوجة بالكمبيوتر) الذي مثلت فيه ست شخصيات نسائية كل منها في كاركتر مناقض للشخصية الأخرى وقدرتها على تنوع الأداء والسيطرة على أدواتها الفنية مكنتها من أداء الأدوار المركبة والمعقدة في العمل الواحد، فعملت مقدمة وراوية وممثلة في مسلسل «رجال في الذاكرة» ومسلسل «نساء نساء» وكلاهما من إنتاج مؤسسة سابكو في سلطنة عمان، وكذلك قامت بنفس الأداء المركب في مسلسل «الذخائر» لصالح راديو وتلفزيون العرب الذي قدّمت له عملين مهمين خلال إقامتها في القاهرة (1999-2003) هما «قاضي القلوب» مع الكاتب والباحث، مدير تحرير جريدة الأهرام العريقة (عبد الوهاب مطاوع) وبرنامج «شاطئ الأمان» الذي قامت بالتخطيط له وكتابة حلقاته. توجهها للعمل التلفزيوني لم يجعلها تبتعد عن السينما حيثما وجدت الدور المناسب لها، فقامت عام 1987 ببطولة فيلم «بابل حبيبتي»، وهو إنتاج عراقي - مصري مشترك إخراج فيصل الياسري وشاركها البطولة فيه يحيى الفخراني وسامي قفطان وسماح أنور وأحمد عبد العزيز/ ومن ثم أدت دور البطولة في فيلم (في ليلة سفر) للمخرج بسام الوردي (1988) .

## من أعمالها
- مسلسل الجرح تأليف أحمد قباني إخراج عماد عبد الهادي
- مسلسل الدمعة الباردة
- مسلسل أحلام صغيرة
- الفيلم التلفزيوني (اغتيال المتنبي) ضمن اقتفاء أثر
- الفيلم التلفزيوني (مقتل الإمام علي) ضمن اقتفاء أثر
- مسلسل الهاجس من إخراج صلاح كرم
- إليكم مع التحية
- الفيلم التلفزيوني «صخب الصمت»
- مسلسل المرايا إخراج فيصل الياسري
- الفيلم التلفزيوني «مها» تأليف معاذ يوسف
- اللسان العربي (دراما في 72 حلقة) إخراج فاروق القيسي
- حكاية المدن الثلاث في 3 أجزاء (52 حلقة) إخراج محمد شكري جميل
- مسلسل عربة الخوف..
- مسلسل «السياب» مع سعدون جابر/فارس طعمة
- نساء في الذاكرة
- الفرج بعد الشدة/حسن حسني
- زوجة بالكمبيوتر
- عائلة على صفيح ساخن\خليجي
- مسلسل الباب الشرقي/2011/باسم قهار
- مسلسل رجال وقضية/2011/حسن حسني
- مسلسل أم بديلة/2021/عادل عباس، الكسندر علوم، ليا بو شعيا، مروى كرم
- مسلسل أعطف الدنيا/2023/سيف نبيل، زهراء بن ميم

### في السينما
- حيث لا يقف القطار طويلا/1981/كارلو هارتيون
- الحدو الملتهبة/1981/إخراج صاحب حداد
- ليلة سفر1987/ بسام وردي /جايزة النقاد مهرجان القاهرة
- بابل حبيبتي/1989/فيصل الياسري
- بغداد حلم وردي/2013/فيصل الياسري
- بابل حبيبتي
- ((الحدود الملتهبة))

## روابط خارجية
- هند كامل على موقع IMDb (الإنجليزية)
- هند كامل على موقع قاعدة بيانات الأفلام العربية
- هند كامل على موقع كينوبويسك (الروسية)